# Gaëtane Verna
Gaëtane Verna (Kinsasa, 1965) es una conservadora de museos canadiense-congoleña, que fue nombrada en 2017, Caballero de la Orden de las Artes y las Letras. Desde 2022, es la Directora Ejecutiva del Centro Wexner para las Artes.

## Trayectoria
Gaëtane Verna nació en Kinsasa, República Democrática del Congo, de padres haitianos. A la edad de 2 años, la familia se mudó a Canadá.
Verna tiene un diploma internacional en Administración y Conservación del Patrimonio del Institut National du Patrimoine en París, y recibió un DEA y una maestría en historia del arte de la Universidad de París 1 Panthéon-Sorbonne. Tiene años de experiencia en administración de las artes, comisariado, publicación de catálogos y organización y presentación de exposiciones de artistas canadienses e internacionales emergentes.
Ha impartido clases en el Departamento de Historia del Arte de la Bishop's University de Sherbrooke y en la Universidad de Quebec en Montreal.
De 1998 a 2006, fue conservadora en la Foreman Gallery de la Bishop's University en Lennoxville, Quebec. Fue Directora Ejecutiva y Conservadora Jefe del Musée d'art de Joliette de 2006 a 2012. En 2012, se convirtió en Directora y Directora Artística de The Power Plant Contemporary Art Gallery en Toronto, Ontario, y la primera mujer en ocupar este cargo. Además, es Presidenta del Toronto Arts Council, y miembro del Conseil des arts de Montréal y Presidenta de la Sección de Artes Visuales desde 2006. En 2010, presidió el jurado del Prix Ozias-Leduc.
En 2022, Verna fue nombrada Directora Ejecutiva del Centro Wexner para las Artes, en la Universidad Estatal de Ohio, Columbus.
Entre los artistas con los que ha colaborado desde 1998, se encuentran Terry Adkins, John Akomfrah, Vasco Araújo, Fiona Banner, Ydessa Hendeles, Alfredo Jaar, Luis Jacob, Kimsooja, Yam Lau, Oswaldo Maciá, Javier Tellez, Denyse Thomasos, Bill Viola, Young-Hae Chang Heavy Industries, Miriam Cahn, Mario Pfeifer y Franz Erhard Walther.

## Reconocimientos
En 2017, fue nombrada Caballero de la Orden de las Artes y las Letras por el Servicio Cultural de la Embajada de Francia en Canadá, en reconocimiento a su importante contribución al avance de las artes en Francia y en todo el mundo.
Fue nombrada, en 2024, como curadora del pabellón canadiense que presenta la obra del artista Kapwani Kiwanga, para la 60.ª Bienal de Venecia.